# Damir Mikec
Damir Mikec (srbskou cyrilicí: Дамир Микец; * 31. března 1984 Split) je srbský sportovní střelec.
Je slovinského původu. Jeho otec i dědeček sloužili v Jugoslávské lidové armádě, rodina se proto často stěhovala. Od roku 1997 žije v Bělehradě. Střelbě se věnuje od roku 1999, je členem klubu KSS Policajac.
Byl sedmý ve střelbě z pistole na 50 metrů na Letních olympijských hrách 2008. Na mistrovství světa ve sportovní střelbě 2010 získal se srbským družstvem stříbrnou medaili. Zúčastnil se Univerziády v roce 2011, kde obsadil druhé místo. Na LOH 2012 byl šestnáctý v libovolné pistoli a sedmnáctý ve vzduchové pistoli. Na Evropských hrách 2015 zvítězil v disciplínách 10 m vzduchová pistole i 50 m libovolná pistole. Na LOH 2016 skončil osmnáctý v libovolné pistoli a pětadvacátý ve vzduchové pistoli. V letech 2016 i 2017 se stal spolu se Zoranou Arunovićovou mistrem Evropy v soutěži smíšených dvojic. V roce 2018 vyhrál Středomořské hry a na světovém šampionátu byl druhý v soutěži jednotlivců i družstev na 50 m. Na olympiádě 2020 získal v disciplíně 10 m vzduchová pistole stříbrnou medaili. Na Středomořských hrách v roce 2022 získal ve střelbě ze vzduchové pistole dvě zlaté medaile: v soutěži jednotlivců a se Zoranou Arunovićovou v soutěži smíšených dvojic.
Jeho manželka Melissa Mikecová, rozená Pérezová, je reprezentantkou Salvadoru ve sportovní střelbě.